# دارين كيث وودز
دارين كيث وودز (بالإنجليزية: Darren Keith Woods)‏ هو مغني أوبرا أمريكي، ولد في 1958.